# 静岡県道418号須走御殿場線
静岡県道418号須走御殿場線（しずおかけんどう418ごう すばしりごてんばせん）は、静岡県駿東郡小山町から御殿場市に至る一般県道である。

## 概要
須走道路・御殿場バイパス（須走口南IC - ぐみ沢IC）が開通した際に、これらの道路に並走していた国道138号の一部区間が県道となったものである。

### 路線データ
- 総延長：5,549.0 m[1]
- 起点：静岡県駿東郡小山町須走字滝ノ沢306番2（静岡県道150号足柄停車場富士公園線上）
- 終点：静岡県御殿場市仁杉字中畑ケ731番の10[1]（仁杉東交差点、国道138号交点、静岡県道406号仁杉柴怒田線起点[注釈 1][3]）

## 歴史
- 2021年（令和3年）
  - 3月30日 - 路線認定[4]。
  - 3月31日 - 国土交通省中部地方整備局沼津河川国道事務所から静岡県への移管が発表[2]。
  - 4月9日 - 道路区域の決定手続の実施[1]。
  - 4月10日 - 供用開始[5]
- 2022年（令和4年）4月1日 - 須走道路須走口南ICの御殿場方面側道を編入する道路区域の変更を実施（須走口南ICの両方向の側道が当路線となる）[6]。

## 路線状況

### 重複区間
- 静岡県道150号足柄停車場富士公園線（駿東郡小山町須走（起点） - 駿東郡小山町須走・リサーチパーク入口交差点）

## 地理

### 通過する自治体
- 静岡県
  - 駿東郡小山町 - 御殿場市

### 交差する道路
| 交差する道路                                   | 市町村名 | 市町村名 | 交差する場所 | 交差する場所             |
| ---------------------------------------------- | -------- | -------- | ------------ | ------------------------ |
| 静岡県道150号足柄停車場富士公園線 重複区間起点 | 駿東郡   | 小山町   | 須走         | 須走口南IC北西 / 起点    |
| 国道138号 / 須走道路                           | 駿東郡   | 小山町   | 須走         | 須走口南IC               |
| 静岡県道150号足柄停車場富士公園線 重複区間終点 | 駿東郡   | 小山町   | 須走         | リサーチパーク入口交差点 |
| 国道469号                                      | 御殿場市 | 御殿場市 | 仁杉         | 仁杉交差点               |
| 国道138号 静岡県道406号仁杉柴怒田線            | 御殿場市 | 御殿場市 | 仁杉         | 仁杉東交差点 / 終点      |

### 沿線
- 陸上自衛隊富士学校（起点付近）